# Seznam slovenskih politologov
Seznam slovenskih politologov (v oklepaju obramboslovci)

## A
- Darko Anželj
- Andrej Anžič
- Jana Arbeiter
- Vojko Arko

## B
- (Karolina Babič)
- Geza Bačič?
- Irena Bačlija Brajnik
- Veronika Bajt?
- Klemen Balanč
- Marko Balažic
- Milan Balažic
- Marinko Banjac
- Dragan Barbutovski
- Ciril Baškovič
- Karolina Babič
- Igor Bavčar
- Darja Bavdaž Kuret
- Anton Bebler
- Boštjan Belčič
- Andrej Benedejčič
- Bogdan Benko
- Vlado Benko
- Zvonko Bergant?
- Martin Berishaj
- Boštjan Bertalanič
- Romana Bešter
- Barbara Beznec
- Vlado Beznik
- Adolf Bibič
- Vasja Bibič?
- Igor Bijuklič?
- (Miloš Bizjak)
- Tilka Blaha
- Ana Bojinović Fenko
- Karl Bonutti
- Tjaša Božič
- Ana Bračič (ZDA)
- Marjan Brezovšek
- Sara Brezigar
- Irena Brinar
- Lojze Briški
- Milan Brglez
- Aleš Bučar Ručman
- Bojko Bučar
- (Maja Bučar)
- (Anže Burger)

## C
- Petra Cafnik Uludag
- Igor Cebek
- Marjan Cencen
- Franc Cengle
- Janez Cigler Kralj
- (Mirko Cigler)?
- Štefan Cigoj
- Jožef Ciraj
- Boris Cizelj
- Danijel Crnčec

## Č
- Drago Čepar?
- Stane (Stanislav) Černoša
- Sandi Češko
- Damir Črnčec

## D
- Jasminka Dedić
- Simon Delakorda
- Silvo Devetak?
- Tomaž Deželan
- Bojan Dobovšek
- (Dušan Dolinar)
- Nives Dolšak
- Mitja Durnik

## E
- (Alenka Ermenc)

## F
- (Marjan Fekonja)
- Bogomil Ferfila
- Andrej (Andés) Fink
- Danica Fink Hafner

## G
- Melita Gabrič
- Laris Gaiser
- (Maja Garb)
- (Teodor Geršak)
- Franc Glavan
- (Jože Goričar)
- (Karl Gorinšek)
- Miro Gošnik
- Borut Grgič
- Branko Grims
- (Anton Grizold)
- Bojan Grobovšek
- (Klemen Grošelj)
- Gustav Guzej

## H
- Miro Haček
- Marjutka Hafner
- Janko Heberle?
- Marko Hočevar (politolog)
- Andreja Hodžar Zajc
- Ivan Hvala

## J
- Vlasta Jalušič
- Tadej Jan
- (Janez Janša)
- Iztok Jarc
- Franci Jazbec
- Milan Jazbec
- (Ljubica Jelušič)
- Jasmina Jerant
- Sebastjan Jeretič
- Boris Jesih
- Peter Ješovnik
- Gašper Jež
- Savin Jogan
- (Jelena Juvan)
- Stane Južnič

## K
- (Jelko Kacin)
- Darja Kapš
- Andrej Kirbiš?
- Srečo Kirn?
- Roman Kirn
- Matej Klarič
- Andrej Klemenc
- (Zoran Klemenčič)
- Mojca Kleva Kekuš
- (Peter Klinar)
- Joco Klopčič
- (Klemen Kocjančič)
- Faris Kočan
- (Stanko Kodrin)
- Rok Kogej
- Nina Kokelj
- Matevž Kokol
- Janez Kolenc??
- (Martin Konda)
- (Marjan Kolenc)
- Miran Komac
- (Erik Kopač)
- Marko Koprivc
- Anej Korsika
- (Igor Kotnik)
- Igor Kovač/Igor Kovac
- Nataša Kovač
- Bogdan Kozić
- Gregor Kozovinc
- Jerneja Krajnc
- Stane Kranjc (politolog)
- Alenka Krašovec
- (Uroš Krek)
- Samo Kropivnik
- Zdravko Krvina
- (Tomaž Kučič)
- Simona Kukovič
- (Boštjan Kurent)
- Andrej Kurnik
- Simona Kustec
- Janko Kušar
- (Gorazd Kušej)
- Tonči Kuzmanić

## L
- (Borivoj Lah)
- (Damjan Lajh)
- (Uroš Lampret)
- Sabina (Kajnč) Lange
- Roman Lavtar
- (Drago Legiša)
- Vid Legradić
- Mavricij Karl Lenardič
- Simona Leskovar
- Doroteja Lešnik Mugnaioni
- (Herman Lešnik)
- (Borut Likar)
- Uroš Lipušček
- Tomaž Lisec
- (Dimitrij Lokovšek)
- (Dragotin Lončar)
- Marko Lovec
- Matej Lozar
- (Darko Lubi)
- Andrej Lukšič
- Igor Lukšič

## M
- Matjaž Maček
- Alem Maksuti
- (Marjan Malešič)
- Denis Mancevič
- Boštjan Markič
- Andrej Marković?
- (Dorijan Maršič)
- Miro Mastnak
- Tomaž Mastnak??
- (Dragutin Mate)
- Marko Matičetov
- Cene Matičič?
- Igor Mekina
- Luka Mesec
- Vlado Miheljak?
- Borut Miklavčič?
- (Tihomir Mirković)
- Iztok Mirošič
- Erik Modic
- (Heli Modic)
- Anja Moric?
- Breda Mulec?

## N
- Elena Nacevska
- Matjaž Nahtigal ?
- Meta Novak
- Victor Novak

## O
- Mojmir Ocvirk

## P
- Borut Pahor
- Ahmed Pašić
- Tamara Pavasović Trošt
- Ana Pavlič
- Jernej Pavlin
- (Tatjana/Tanja Pečnik)
- Nina Pejič
- Anton Pelinko
- Aljaž Pengov Bitenc
- (Danica Pepelnak)
- Gregor Perič
- Tomaž Perovič
- Aljuš Pertinač
- (Mojca Pešec)
- (Samo Petančič)
- (Alenka Petek)
- Mateja Peter
- (Stanko Peterin - medn. pravnik)
- Ernest Petrič
- (Alojzij Pevec)
- Jernej Pikalo
- Uroš Pinterič
- (Leonid Pitamic)
- Zlata Ploštajner
- (Iztok Podbregar)
- Slavko Podmenik
- Črt Poglajen
- Franc Pohole
- Tanja Porčnik
- Jure Požgan
- (Vladimir Prebilič)
- (Damjan Prezelj)
- Janko Prunk*
- Tjaša Pureber
- Adam Purg
- Danica Purg
- Tomaž Pušnik

## R
- Marjetka Rangus
- Peter Pavel Remec (1925–2020)
- Boštjan Remic
- (Miha Ribarič)
- Nina Rismal
- Rudi Rizman
- Igor Rogelja
- Petra Roter
- (Zdenko Roter)
- Marjan Rožič
- Peter Rožič?
- Jacques Rupnik
- Janko Rupnik
- (Boris Rutar)
- Tibor Rutar
- Karl W. Ryavec

## S
- Iztok Simoniti
- Vid Simoniti
- Matej Skočir
- Edvin Skrt
- Danilo Slivnik
- (Vlado Sruk)
- Gojko Stanič
- Aleksander Strel
- Janko Sebastijan Stušek
- Berni Stmčnik
- (Uroš Svete)
- Marjan Svetličič

## Š
- Zlatko Šabič
- Štefan Bogdan Šalej
- Franc Šetinc
- Mile Šetinc
- Karel Šiškovič
- (Miha Škerbinc)
- Jožef Školč
- Igor Šoltes
- Primož Šterbenc
- Urška Štremfel
- Ana Štromajer
- Jernej Štromajer
- (Danilo Švara)
- Dominika Švarc Pipan

## T
- Ana Tasič
- Zoran Thaler
- Tomislav Tkalec
- Emil Tomažič
- Matej Tonin
- Cirila Toplak
- (Blaž Torkar)
- (Domen Torkar)
- Vinko Trček
- Primož Turk?

## U
- Boštjan Udovič
- Stane Uhan
- Nuša Urbančič
- Jana Urh

## V
- Dejan Valentinčič
- Štefka Vavti
- Peter (J.) Verovšek
- Stanislav Vidovič
- (Gorazd Vidrih)
- Žiga Vodovnik
- Andreja Vogrin
- Vojko Volk
- Gregor Vovk Petrovski
- Andrej Vozlič
- (Anton Vratuša)
- Blaž Vrečko Ilc
- (France Vreg)
- Ludvik Vrtačič
- (Janja Vuga Beršnak)
- (Stanko Vuk)

## Z
- Dean Zagorac
- Drago Zajc (ml.)
- (Alojz Završnik)
- Jana Zbačnik
- (Milovan Zidar)
- (Milovan Zorc)?
- Pavle Zrimšek?
- (Rok Zupančič)
- (Milan Zver)
- Zdravko Zwitter

## Ž
- Mitja Žagar
- Lenart Žavbi
- Samuel Žbogar
- Zvone Žigon
- (Anton Žun)
- Katja Žvan Elliott